# Kalyani M4
Kalyani M4 — миностойкий бронеавтомобиль, производимый компанией Bharat Forge, входящей в состав Kalyani Group. Это лицензионная версия Mbombe 4, созданная южноафриканской компанией Paramount Group .
После проведения обширных испытаний в Ладакхе индийская армия разместила заказы на эти бронемашины в рамках экстренной закупки на фоне китайско-индийского пограничного конфликта по контракту на сумму в 177,95 крор индийских рупий (23,6 миллиона долларов США).

## Конструкция
Kalyani M4 спроектирован преимущественно как машина для эвакуации и защиты пассажиров. Его конструкция обеспечивает высокую скорость и манёвренность. Его максимальная полезная нагрузка составляет 2,3 тонны, при этом он способен перевозить до 8 человек личного состава. Со всей бронёй М4 весит около 16 тонн. Машина имеет угол захода на посадку 43 градуса и угол съезда 44 градуса, а глубину преодоления водного брода в 900 мм позволяет использовать его на пересечённой местности или при переходе рек вброд.
В Kalyani M4 используется 6-цилиндровый дизельный двигатель с турбонаддувом, мощность которого составляет 465 л. с. Оснащён бесступенчатой автоматической коробкой передач, а также трансмиссией пониженного диапазона для работы с колёсной формулой 4×4 для преодоления сложных крутых подъёмов. M4 развивает максимальную скорость 140 км/ч и имеет запас хода 800 км.
Машина может выдержать три 10-килограммовых тротиловых заряда под колёсами и один 50-килограммовый взрыв СВУ с одной стороны.

## Операторы
Индия
- Индийская армия — 60+[6]